# Chiropterotriton miquihuanus
Espèce
Chiropterotriton miquihuanus est une espèce d'urodèles de la famille des Plethodontidae.

## Répartition
Cette espèce est endémique du Tamaulipas au Mexique. Elle se rencontre à Miquihuana à 3 000 m d'altitude dans la Sierra Madre orientale.

## Publication originale
- Campbell, Streicher, Cox & Brodie, 2014 : A new salamander of the genus Chiropterotriton (Caudata: Plethodontidae) from the Sierra Madre Oriental of Tamaulipas, Mexico. South American Journal of Herpetology, vol. 9, no 3, p. 228–234.